# مارسل هگمن
مارسل هگمن (انگلیسی: Marcel Hagmann؛ زادهٔ ۷ ژانویهٔ ۱۹۸۳) بازیکن فوتبال اهل آلمان است.
از باشگاه‌هایی که در آن بازی کرده‌است می‌توان به باشگاه فوتبال اینگولشتات ۰۴ و باشگاه فوتبال یان رگنسبورگ اشاره کرد.